# Baryscapus theclae
Baryscapus theclae är en stekelart som först beskrevs av Alpheus Spring Packard 1881.  Baryscapus theclae ingår i släktet Baryscapus och familjen finglanssteklar. Inga underarter finns listade.